# CSKA Moscou (football féminin)
Attention cet article possède des homonymes multiples. Pour consulter les autres clubs sportifs du même nom, voir CSKA Moscou.
Maillots
Actualités
Le ZFK CSKA Moscou (en cyrillique : ЖфK ЦСКА Москва, abréviation de Женский футбольный клуб Центральный Спортивный Клуб Армии Москва : Club féminin de football du Club sportif central de l'Armée de Moscou) est un club de football féminin russe évoluant en première division russe  et basé à Moscou. Il est une section du club omnisports le CSKA Moscou.

## Histoire
Le pendant féminin du CSKA Moscou est créé en 1990. Premières de leur poule de la zone A en deuxième division soviétique en 1991 et promues en première division, les joueuses du CSKA se classent onzième de la toute nouvelle première division russe en 1992. Après une neuvième place lors de la saison 1993, le club disparaît.
Les footballeuses du CSKA font leur réapparition lors de la saison 2014 ; le CSKA termine de la zone Ouest de deuxième division mais déclare forfait pour la saison 2015.
Le 29 avril 2016, le jour du 93e anniversaire du CSKA, une nouvelle équipe féminine du CSKA reçoit l'équipe moscovite du Tchernatovo dans un match comptant pour la première journée du Championnat russe ; les deux équipes se séparent sur un score nul (1-1). Le CSKA termine cinquième du championnat.
En juillet 2017, l'équipe féminine bénéficie officiellement de la même structure que l'équipe masculine. Cette année-là se conclut sur une quatrième place en championnat et une victoire en finale de Coupe de Russie contre le Tchertanovo Moscou sur le score de 1-0.

## Palmarès
- Championnat de Russie (2) :
  - Champion : 2019, 2020.
  - Vice-champion : 2021, 2022, 2023 et 2024.
- Coupe de Russie (3) :
  - Vainqueur : 2017, 2022 et 2023.
  - Finaliste : 2020 et 2024.
- Supercoupe de Russie (1) :
  - Vainqueur : 2024
  - Finaliste : 2021, 2022 et 2023.